# Lebe lieber italienisch!
Lebe lieber italienisch! ist ein Fernsehfilm aus dem Jahr 2014.

## Handlung
Der italienische Ingenieur Paolo Sanseviero lebt seit zwanzig Jahren in Deutschland und ist mit seiner deutschen Frau Martina verheiratet. Ihre Ehe befindet sich aber in einer Krise. In dieser Situation erhält er den Anruf seines Bruders Toto, der ihn bittet zurück nach Apulien zu kommen, weil seine Mutter angeblich im Sterben liegt. In Apulien angekommen findet Paolo aber heraus, dass seine Mutter gesund ist und dass dies nur ein Trick seines Bruders war, ihn zurück in seine Heimat zu locken, um der Familie in einer tiefen Wirtschaftskrise zu helfen. Paolo kommt seiner Familie wieder näher und hilft ihr; er versöhnt sich auch wieder mit seiner Frau.

## Erstausstrahlung
Die Erstausstrahlung erfolgte am 17. Februar 2014 bei dem italienischen Sender Rai 1. Der Film erreichte mit fast 6 Millionen Zuschauern und mit einem Marktanteil von fast 22 % den Spitzenwert zur Hauptsendezeit. Die deutsche Erstausstrahlung war am Pfingstsonntag, 8. Juni 2014, im ZDF. Der Film erreichte dabei mit 3,35 Millionen Zuschauern einen Marktanteil von 13,5 Prozent.

## Produktion
Der Fernsehfilm ist eine Coproduktion des ZDF und der Radiotelevisione Italiana.
Gedreht wurde in Apulien. Die Filmmusik wurde von dem Komponisten Fabrizio Tentoni komponiert.